# Ulrich Schumann
Ulrich Schumann (* 16. März 1945 in Halle an der Saale) ist ein deutscher Meteorologe.
Schumann studierte an der TU Berlin mit dem Abschluss als Diplomingenieur 1969 und promovierte 1973 an der Universität Karlsruhe in Strömungsmechanik. Als Post-Doktorand war er 1974/75 am National Center for Atmospheric Research in Bolder/Colorado. 1978 habilitierte er sich in Karlsruhe. 1982 bis 2012 war er Direktor des Instituts für Physik der Atmosphäre am Deutschen Zentrum für Luft- und Raumfahrt (DLR) in Oberpfaffenhofen. Außerdem war er ab 1988 außerplanmäßiger Professor für Theoretische Meteorologie an der Ludwig-Maximilians-Universität München.
Er war wissenschaftlicher Koordinator im DFG-Schwerpunktprogramm Schadstoffe in der Luftfahrt. Er war Mit-Koordinator von INCA (Interhemispheric Differences in Cirrus Properties from Anthropogenic Emissions) und PAZI (Partikel und Zirren).
2001 erhielt er die Alfred-Wegener-Medaille für herausragende Verdienste in der Meteorologie auf internationaler Ebene, insbesondere auf dem Gebiet troposphärischer und stratosphärischer Forschung (Laudatio). 2005 erhielt er den Aachener und Münchner Preis für Technik und angewandte Naturwissenschaften für seine zukunftsweisenden Arbeiten zur Turbulenzmodellierung und deren Anwendung auf die atmosphärische Schadstoffausbreitung, insbesondere im Zusammenhang mit dem Flugverkehr (Laudatio). 2007 erhielt er die Lewis Fry Richardson Medal der European Geosciences Union für fundamentale und wegweisende Arbeiten zur Realisierbarkeit von Turbulenz-Modellen und ihrer breiten Anwendung auf geophysikalische Strömungen, namentlich für den Beitrag zur Ermöglichung genauer Simulationen des chemischen Effekts von Flugzeug-Emission auf die Stratosphäre (Laudatio). 2023 wurde Schumann mit dem Ludwig-Prandtl-Ring der Deutschen Gesellschaft für Luft- und Raumfahrt ausgezeichnet.

## Schriften (Auswahl)
- Subgrid scale model for finite difference simulations of turbulent flows in plane channels and annuli, Journal of Computational Physics, Band 18, 1975, S. 376–404
- Realizability of Reynolds-stress turbulence models, Physics of Fluids, Band 20, 1977, S. 721–725
- mit H. Schmidt: Coherent structure of the convective boundary layer derived from large-eddy simulations, Journal of Fluid Mechanics, Band 200, 1989, S. 511–562
- mit R. H. Shaw: Large-eddy simulation of turbulent flow above and within a forest, Boundary-Layer Meteorology, Band 61, 1992, S. 47–64
- mit B. Kärcher u. a.: The initial composition of jet condensation trails, Journal of Atmospheric Sciences, Band 53, 1996, S. 3066–3083
- On conditions for contrail formation from aircraft exhausts, Meteorologische Zeitschrift, Band 5, 1996, S. 4–23
- Aviation-produced aerosols and cloudiness, in: Aviation and the Global Atmosphere, IPCC, Cambridge University Press 1999, Kapitel 3
- mit R. Sausen u. a.: Aviation radiative forcing in 2000: An update on IPCC (1999), Meteorologische Zeitschrift, Band 14, 2005, S. 555–561
- mit H. Huntrieser: The global lightning-induced nitrogen oxides source, Atmospheric Chemistry and Physics, Band 7, 2007, S. 3823–3907
- mit D. S. Lee u. a.: Transport impacts on atmosphere and climate: Aviation, Atmospheric Environnement, Band 44, 2010, S. 4678–4734